# Olympique Paris
Olympique Paris is een Franse voetbalclub uit de hoofdstad Parijs.
De club werd in 1895 gevormd door een fusie tussen Étoile Parisienne en Société Athlétique de Pantin en werd zo Olympique de Pantin (Pantin is een stadsdeel van Parijs). 
Voor de Eerste Wereldoorlog haalde de club geen grootse resultaten en werd overschaduwd door de grotere clubs uit Paris (Standard AC, Racing Club de France, Gallia Club en Étoile des Deux Lacs).
In 1916 werd de club eindelijk kampioen en werd ook nationaal kampioen, maar deze titel is niet officieel en zeker tijdens de oorlog stelde zo'n titel niet veel voor omdat er minder deelnemers waren. 
In 1918 werd de club de eerste winnaar van de Coupe de France en versloeg achtereenvolgens Lyon Olympique Universitaire, Club Français en CASG Paris, in de finale won de club met 3-0 van FC Lyon. Datzelfde jaar fuseerde de club ook met SC Vaugirard en werd zo Olympique Paris. Het volgende jaar stond de club opnieuw in de finale van de beker en schakelde allemaal Parijse clubs uit; Gallia Club, Racing Club de France en CAP. In de finale was CASG Paris echter te sterk en won in de verlengingen met 3-2. Twee jaar later werd opnieuw de finale gespeeld dit keer won Red Star Paris. 
In 1926 fuseerde de club met rivaal Red Star, dat tot in de jaren 60 de naam Olympique in zijn naam zou houden.

## Erelijst
- Coupe de France
  - Winnaar: 1918
  - Finalist: 1919, 1921